# Roseland (film)
Roseland is een Amerikaanse dramafilm uit 1977 onder regie van James Ivory.

## Verhaal
De film bestaat uit drie korte verhalen. Daarin gaan de protagonisten telkens op zoek naar de juiste danspartner. De handeling vindt plaats in de Roseland Ballroom in New York in de jaren 30.

## Rolverdeling
| Acteur             | Personage         |
| ------------------ | ----------------- |
| Teresa Wright      | May               |
| Lou Jacobi         | Stan              |
| Don De Natale      | Ceremoniemeester  |
| Louise Kirtland    | Ruby              |
| Hetty Galen        | Roodharige dame   |
| Carol Culver       | Jonge May         |
| Denny Shearer      | Jonge Eddie       |
| Geraldine Chaplin  | Marilyn           |
| Helen Gallagher    | Cleo              |
| Joan Copeland      | Pauline           |
| Christopher Walken | Russel            |
| Conrad Janis       | George            |
| Jayne Heller       | Bella             |
| Annette Rivera     | Vrouw             |
| Floyd Chisholm     | Man               |
| Jeanmarie Evans    | Garderobejuffrouw |
| Lilia Skala        | Rosa              |
| David Thomas       | Arthur            |
| Edward Kogan       | Barman            |
| Madeline Lee       | Camille           |
| Stan Rubin         | Bert              |
| Dortha Duckworth   | Toiletjuffrouw    |